# Túnel Salgueiros-Ponte (Metro de Porto)
El Túnel Salgueiros-Ponte es un túnel ferroviario que permite la conexión entre las estaciones de Salgueiros y el Puente Luís I, del Metro de Porto, en el centro de la ciudad de Porto, Portugal. El túnel con 4000 metros de extensión fue construido entre mayo de 2002 y octubre de 2003, sirve a la línea D (amarilla) del Metro de Porto. A lo largo del túnel están las estaciones: de Salgueiros, de Combatentes, de Marqués, de Faria Guimarães, de Trindade II, de Aliados y de São Bento.

## Imágenes de las estaciones del túnel

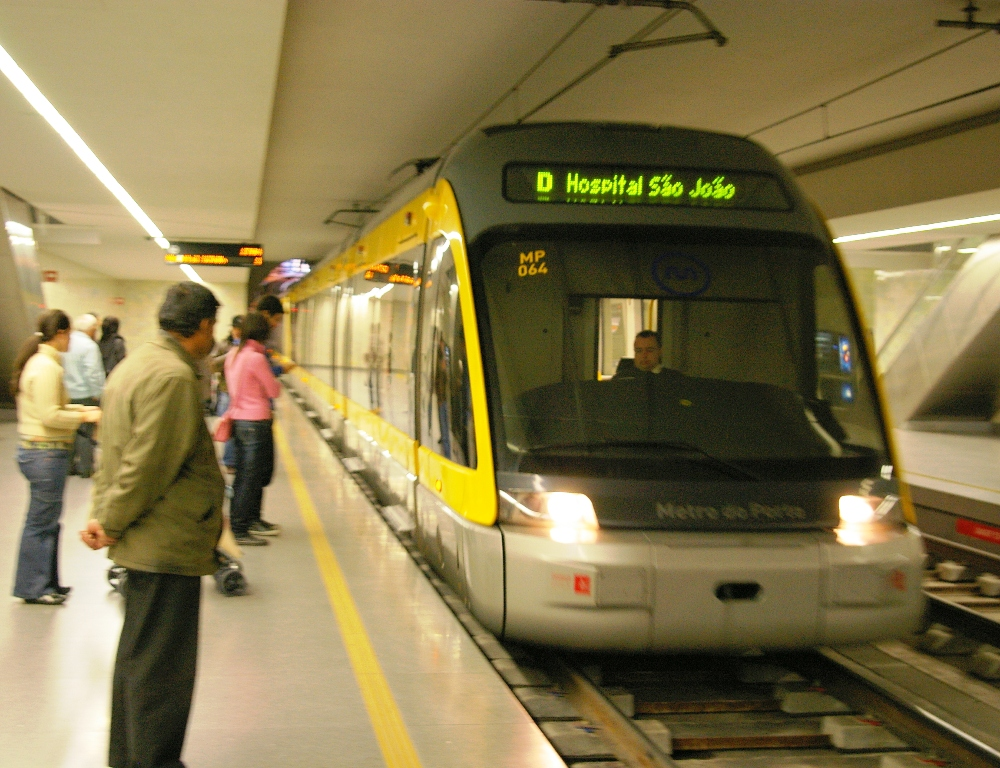
Composición MP 064 en la estación de S.Bento(en el Túnel Salgueiros-Ponte).
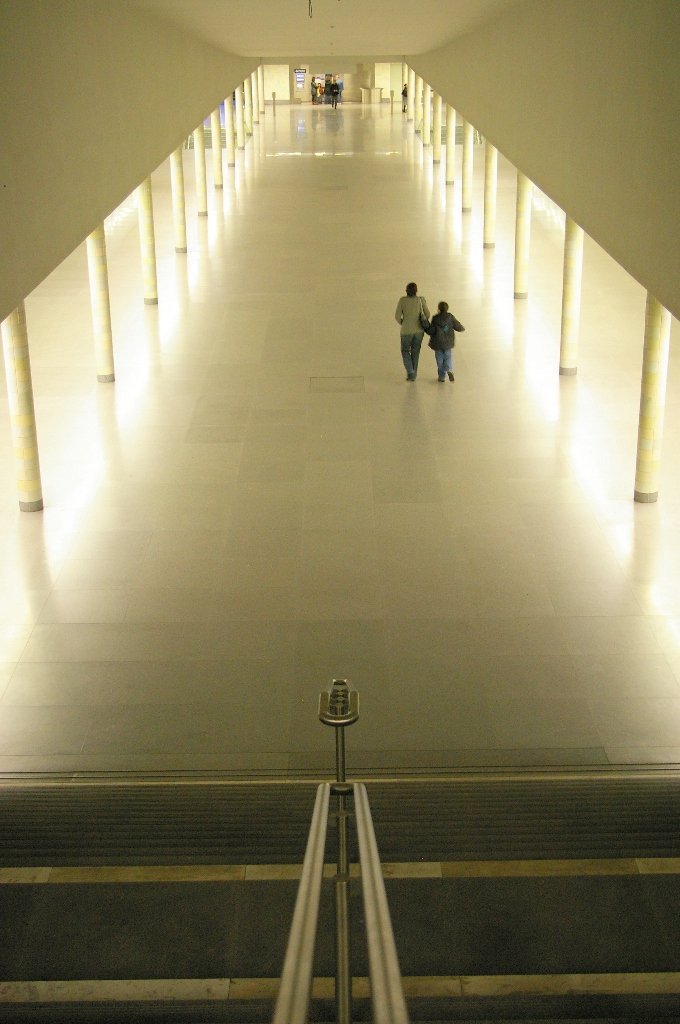
Atrio de la estación de S.Bento(en el Túnel Salgueiros-Ponte).
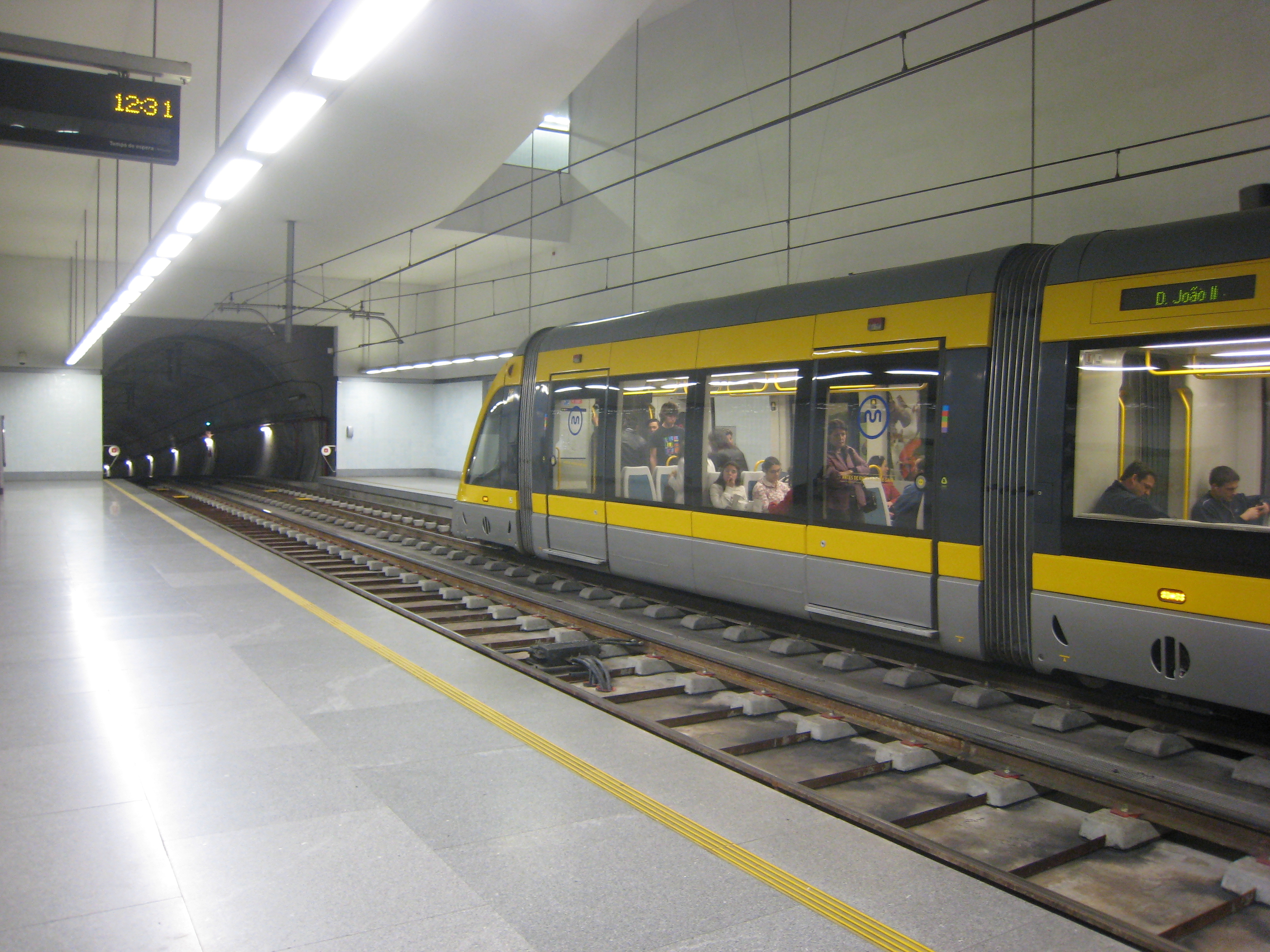
Metro en la estación de los Aliados (en el Túnel Salgueiros-Ponte).

- Datos: Q10386042
- Multimedia: Salgueiros–Ponte tunnel / Q10386042